# Боднарівка (парк)
Парк «Боднарі́вка» — невеликий парк у Франківському районі Львова, в однойменній місцевості Львова Боднарівці (звідки й назва парку). Розташований біля перехрестя вулиць Наукової та Стрийської. Загальна площа парку 5,8 га. У парку є невелике озеро. Тут зростають дерева і кущі: спірея, сніжноягідник, форзиція, тополі, верби, туї, ялини, акація біла, ясени, клени, граби, глід, черешня, берези, модрини, калини, волоські горіхи і горобина і т. д. 

## Історія
Парк закладений у 1960-х роках під назвою «Парк 50-річчя Жовтня». У 1965 році тут з'явилася могила-пам'ятник радянському воїну Веселову, який загинув «у боротьбі з ворогами радянської влади в 1950 році». У роки незалежності України пам'ятник демонтували. У радянський час в парку працював дитячий кінотеатр «Літак», влаштований у фюзеляжі списаного пасажирського літака Ан-10, ліквідований на початку 1990-х років. На місці кінотеатру у 1992 році збудована церква святих Бориса і Гліба (належить ПЦУ).
Неподалік церкви зростає дуб біля якого встановлено пам'ятний знак, на якому викарбувано: «Відродження Української незалежної церкви, обрання першого Патріарха України Святійшого Мстислава, перша річниця Незалежності України — ось події, в честь яких посаджено цього дуба».
У 2010—2011 роках у парку було відновлене зовнішнє освітлення. 

## Світлини

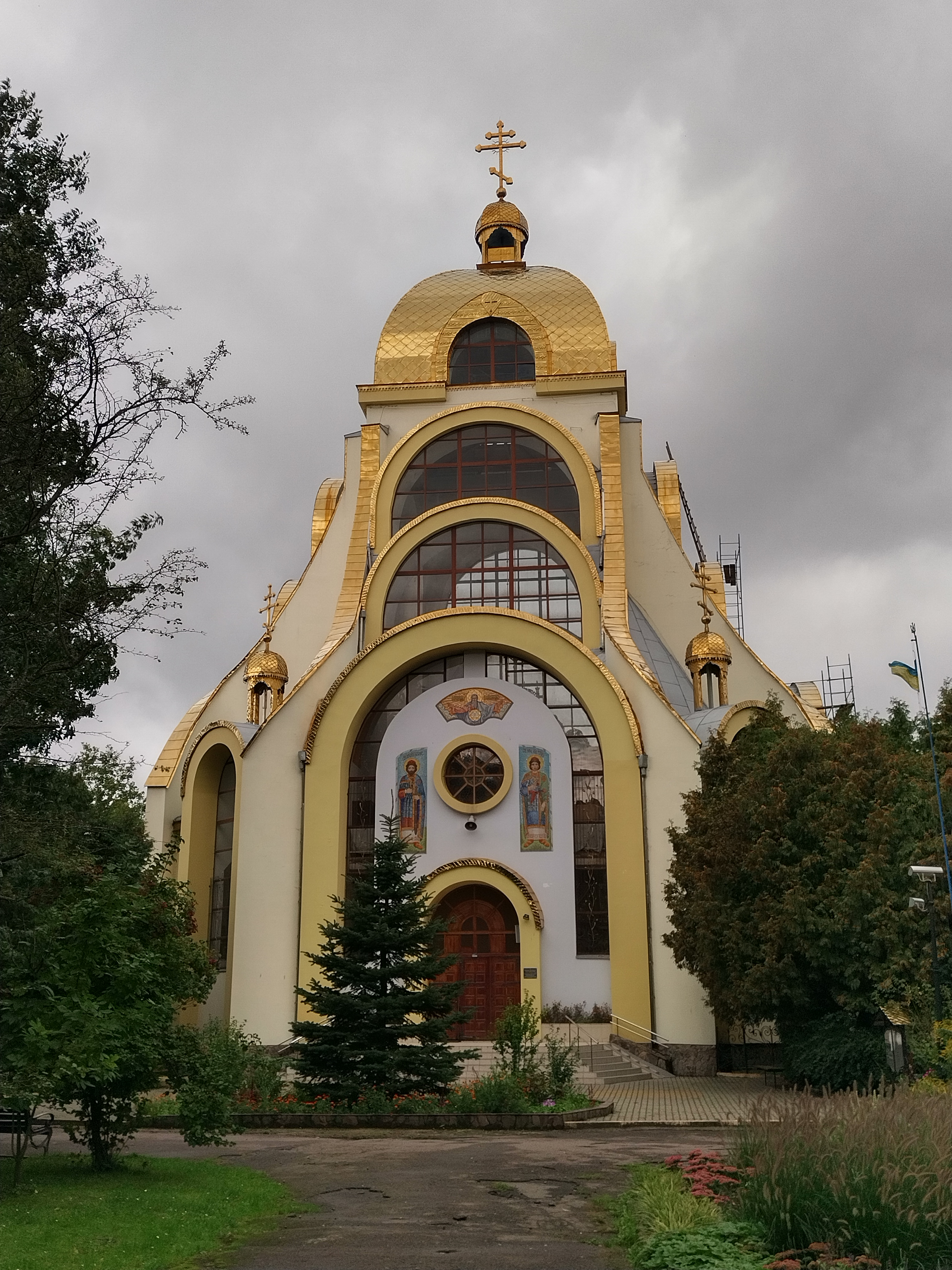
Храм Святих Мучеників Бориса і Гліба
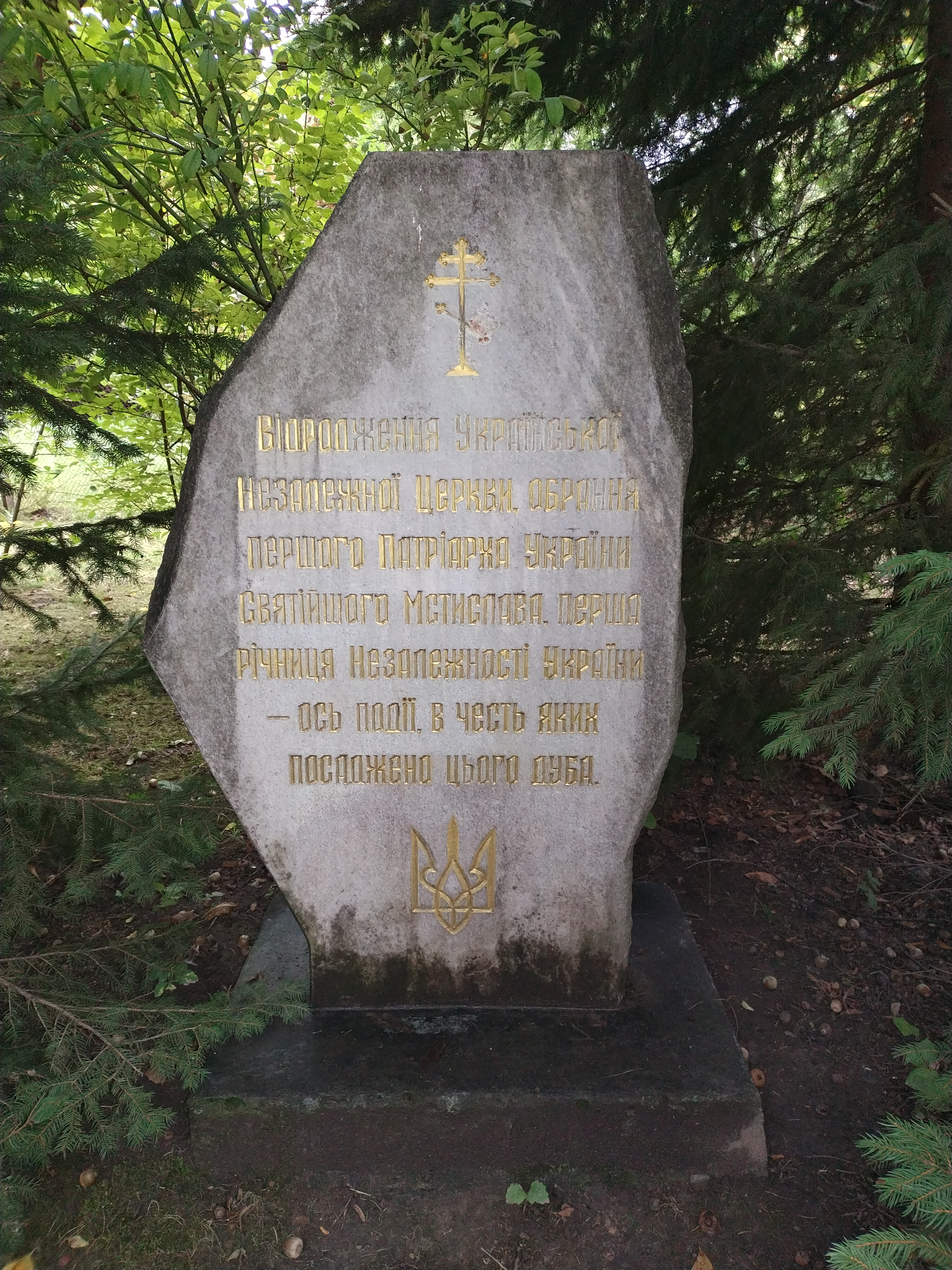
Пам'ятний знак